# Dithecodes rufipuncta
Dithecodes rufipuncta là một loài bướm đêm trong họ Geometridae.